# Morti il 23 luglio
| Questa pagina contiene informazioni ricavate automaticamente dalle voci biografiche con l'ausilio del template Bio e di un bot. L'aggiornamento è periodico e automatico e ricostruisce completamente la pagina. Se manca una persona in questa lista, sei pregato di non aggiungerla, ma accertati piuttosto che la sua voce biografica contenga il template Bio e che i dati anagrafici siano correttamente compilati. Se il template Bio manca, inseriscilo tu stesso o, in alternativa, metti l'avviso {{tmp\|Bio}} che ne segnala la mancanza. Se i dati riportati sono sbagliati, correggi direttamente la voce biografica; le modifiche saranno visibili in questa lista entro pochi giorni. Per chiarimenti vedi il progetto biografie. La lista contiene solo le 509 persone che sono citate nell'enciclopedia e per le quali è stato implementato correttamente il template Bio. Pagina aggiornata al 17 ago 2025. |

## IV secolo(1)
- 397 - Liborio di Le Mans, vescovo francese

## V secolo(2)
- 435 - Giovanni Cassiano, religioso
- 493 - Sallustio di Gerusalemme, vescovo egiziano

## VI secolo(1)
- 570 - Ahkal Mo' Naahb II, sovrano (n. 523)

## X secolo(2)
- 903 - Abu l-'Abbas 'Abd Allah ibn Ibrahim, arabo
- 936 - Elduino di Milano, abate e arcivescovo belga

## XI secolo(2)
- 1010 - Muhammad II ibn Hisham, califfo
- 1018 - Abd al-Rahman IV ibn Muhammad, califfo

## XIII secolo(3)
- 1227 - Qiu Chuji, esploratore cinese (n. 1148)
- 1291 - Bernardo di Languissel, cardinale e arcivescovo cattolico francese
- 1298 - Teodoro III d'Armenia, re (n. 1271)

## XIV secolo(7)
- 1306 - Giovanna da Orvieto, religiosa italiana
- 1330 - Michele Asen III di Bulgaria, sovrano bulgaro
- 1335 - Morinaga, principe giapponese (n. 1308)
- 1368 - Guy de Chauliac, medico francese (n. 1300)
- 1373 - Brigida di Svezia, religiosa e mistica svedese (n. 1303)
- 1389 - Guglielmo di Capua, cardinale italiano
- 1393 - Konrad von Wallenrode, nobile tedesco

## XV secolo(4)
- 1403 - Thomas Percy, I conte di Worcester, nobile inglese (n. 1343)
- 1425 - Tebaldo Ordelaffi, nobile italiano (n. 1413)
- 1456 - Feltrino Boiardo, condottiero e letterato italiano (n. 1380)
- 1498 - Bartolomeo Flores, arcivescovo cattolico italiano

## XVI secolo(15)
- 1508 - Giovanni Battista Caracciolo, militare e nobile italiano (n. 1450)
- 1508 - Antonio Ferrero, cardinale e vescovo cattolico italiano (n. 1469)
- 1529 - Giacomo Perollo, nobile italiano
- 1536 - Henry FitzRoy, I duca di Richmond e Somerset, nobile inglese (n. 1519)
- 1559 - François Douaren, giurista francese (n. 1509)
- 1562 - Götz von Berlichingen, mercenario tedesco
- 1564 - Eleonora di Roucy, nobile francese (n. 1535)
- 1577 - Scipione Rebiba, cardinale e arcivescovo cattolico italiano (n. 1504)
- 1581 - George van Lalaing, nobile olandese (n. 1536)
- 1584 - John Day, tipografo inglese (n. 1522)
- 1589 - Pietro Bembo, vescovo cattolico italiano (n. 1536)
- 1590 - Giulio Rubone, pittore italiano (n. 1530)
- 1592 - Giovanni Battista della Marca, pittore italiano (n. 1532)
- 1596 - Henry Carey, I barone Hunsdon, nobile britannico (n. 1525)
- 1597 - Gabriele Paleotti, cardinale e giurista italiano (n. 1522)

## XVII secolo(11)
- 1621 - Ikoma Masatoshi, militare giapponese (n. 1586)
- 1625 - Carlo Vanelli, scultore e ingegnere svizzero
- 1629 - Bartolomeo Sovero, matematico svizzero (n. 1576)
- 1644 - Giovanni Battista Bertusio, pittore italiano (n. 1577)
- 1645 - Michele di Russia, sovrano (n. 1596)
- 1654 - Orazio Grassi, matematico e architetto italiano (n. 1583)
- 1656 - Giovanni Battista Lancellotti, vescovo cattolico italiano (n. 1575)
- 1686 - Carlo de' Dottori, letterato, drammaturgo e librettista italiano (n. 1618)
- 1692 - Gilles Ménage, poeta, saggista e grammatico francese (n. 1613)
- 1695 - Carlo di Brandeburgo-Schwedt, generale tedesco (n. 1673)
- 1697 - Karl August I von Alvensleben, scrittore tedesco (n. 1661)

## XVIII secolo(19)
- 1710 - Samuel Stryk, giurista tedesco (n. 1640)
- 1722 - Filippo Luzi, pittore italiano (n. 1665)
- 1733 - Johann Jakob Scheuchzer, naturalista e medico svizzero (n. 1672)
- 1742 - Susanna Wesley, religiosa britannica (n. 1669)
- 1746 - Giovanni Battista Labanchi, vescovo cattolico italiano (n. 1677)
- 1749 - Antonio Maria Pallavicini, patriarca cattolico italiano (n. 1674)
- 1752 - Alessandro Politi, filologo, teologo e umanista italiano (n. 1679)
- 1754 - Eustachio di Laviefuille (n. 1682)
- 1756 - Charles Armand de Gontaut-Biron, militare francese (n. 1663)
- 1757 - Domenico Scarlatti, clavicembalista e compositore italiano (n. 1685)
- 1765 - Köse Bahir Mustafa Pascià, politico ottomano
- 1773 - George Edwards, ornitologo britannico (n. 1694)
- 1788 - Karl Ivanovič Mufel', generale e nobile tedesco (n. 1736)
- 1790 - Henri de Pontevès-Gien, militare e marinaio francese (n. 1738)
- 1793 - Roger Sherman, avvocato, politico e diplomatico statunitense (n. 1721)
- 1794 - Alessandro di Beauharnais, nobile, politico e generale francese (n. 1760)
- 1794 - Federico III di Salm-Kyrburg, principe tedesco (n. 1744)
- 1799 - Pasquale Battistessa, militare italiano (n. 1769)
- 1799 - Elisha Lawrence, politico statunitense (n. 1746)

## XIX secolo(52)
- 1802 - Maria Teresa Cayetana de Silva, nobildonna spagnola (n. 1762)
- 1809 - Justin Bonaventure Morard de Galles, ammiraglio francese (n. 1741)
- 1812 - August Gottlieb Richter, chirurgo e medico tedesco (n. 1742)
- 1813 - Léger-Félicité Sonthonax, politico francese (n. 1763)
- 1816 - William Alexander, pittore e illustratore inglese (n. 1767)
- 1816 - Michael Léopold Brigido, arcivescovo cattolico italiano (n. 1742)
- 1821 - Frances Twysden, nobildonna inglese (n. 1753)
- 1822 - Hieronymus von Colloredo-Mansfeld, generale austriaco (n. 1775)
- 1822 - Peter Durand, imprenditore inglese (n. 1766)
- 1825 - Francesco Vigilio Barbacovi, giurista italiano (n. 1738)
- 1832 - Elizaveta Aleksandrovna Čerkasova, nobildonna russa (n. 1761)
- 1832 - Antoine Portal, medico e anatomista francese (n. 1742)
- 1835 - Antonio Pasini, pittore italiano (n. 1770)
- 1836 - Jean-Félix Adolphe Gambart, astronomo francese (n. 1800)
- 1836 - Tommaso Sgricci, poeta e attore teatrale italiano (n. 1789)
- 1840 - Carl Blechen, pittore tedesco (n. 1798)
- 1843 - Antonín Mánes, pittore ceco (n. 1784)
- 1845 - William Sublette, esploratore statunitense (n. 1798)
- 1847 - Luigi Rostagno di Villaretto, nobile italiano (n. 1779)
- 1848 - Giuseppe Teosa, pittore italiano (n. 1760)
- 1851 - Constantin Daniel Rosenthal, pittore e scultore austriaco (n. 1820)
- 1853 - Andries Pretorius, generale e politico boero (n. 1798)
- 1856 - Ivan Vasil'evič Kireevskij, filosofo e critico letterario russo (n. 1806)
- 1856 - Theodor von Schön, politico prussiano (n. 1773)
- 1858 - Paku Alam II, sovrano indonesiano (n. 1786)
- 1859 - Marceline Desbordes-Valmore, poetessa, scrittrice e attrice teatrale francese (n. 1786)
- 1862 - José María Bocanegra, politico messicano (n. 1794)
- 1865 - Giovanni Manna, giurista e politico italiano (n. 1813)
- 1865 - Arthur Tappan, imprenditore e filantropo statunitense (n. 1786)
- 1866 - Théodore Muret, drammaturgo, storico e saggista francese (n. 1808)
- 1869 - Cristoforo Ferretti, politico e militare italiano (n. 1784)
- 1870 - Carlo Burattini, patriota e marittimo italiano (n. 1827)
- 1873 - Noël Paymal Lerebours, ottico e fotografo francese (n. 1807)
- 1875 - Isaac Merritt Singer, inventore e imprenditore statunitense (n. 1811)
- 1876 - Henry Deacon, chimico inglese (n. 1822)
- 1878 - Karl von Rokitansky, medico, filosofo e politico boemo (n. 1804)
- 1882 - George Perkins Marsh, politico e ambasciatore statunitense (n. 1801)
- 1884 - Carlo Filippo Chiaffarino, scultore italiano (n. 1856)
- 1884 - Alexandre Thomas Francia, pittore francese (n. 1815)
- 1884 - Jean-Edmond Laroche-Joubert, politico e imprenditore francese (n. 1820)
- 1885 - Ulysses S. Grant, generale e politico statunitense (n. 1822)
- 1886 - Giuseppe Borsani, magistrato e politico italiano (n. 1812)
- 1886 - J.P. Knight, ingegnere britannico (n. 1828)
- 1886 - Giuseppina Morlacchi, ballerina e attrice teatrale italiana (n. 1843)
- 1886 - Emil Scaria, basso-baritono austriaco (n. 1838)
- 1887 - Louis Mérante, danzatore e coreografo francese (n. 1828)
- 1888 - Saverio Francesco Vegezzi, avvocato e politico italiano (n. 1805)
- 1894 - Heinrich Brunn, archeologo tedesco (n. 1822)
- 1895 - Adhémar Schwitzguébel, sindacalista e anarchico svizzero (n. 1844)
- 1896 - Mary Dickens, britannica (n. 1838)
- 1896 - Michele Lacava, chirurgo, storico e patriota italiano (n. 1840)
- 1896 - Eugène Spuller, avvocato, scrittore e giornalista francese (n. 1835)

## XX secolo(243)
- 1902 - Pietro Mori, politico italiano (n. 1820)
- 1904 - John Douglas, politico britannico (n. 1828)
- 1904 - Rodolfo Amando Philippi, zoologo e botanico tedesco (n. 1808)
- 1904 - John Simon, medico inglese (n. 1816)
- 1905 - Jean-Jacques Henner, pittore francese (n. 1829)
- 1905 - Daniel Scott Lamont, politico statunitense (n. 1851)
- 1906 - Paul Brouardel, igienista e patologo francese (n. 1837)
- 1906 - Kodama Gentarō, generale e politico giapponese (n. 1852)
- 1906 - Bernardino Serafini, patriota, generale e politico italiano (n. 1822)
- 1908 - Grete Beier, assassina tedesca (n. 1885)
- 1911 - Hanna Barvinok, scrittrice ucraina (n. 1828)
- 1912 - Eugénie Salanson, pittrice francese (n. 1836)
- 1913 - Salome Dadiani, principessa georgiana (n. 1848)
- 1914 - Charlotte Forten Grimké, docente, poetessa e attivista statunitense (n. 1837)
- 1915 - James J. Thomson, calciatore scozzese (n. 1851)
- 1916 - Elvidio Borelli, militare italiano (n. 1892)
- 1916 - William Ramsay, chimico scozzese (n. 1852)
- 1920 - Arduino Miccinesi, militare italiano (n. 1899)
- 1920 - Giacomo Schirò, militare italiano (n. 1901)
- 1920 - Boris Aleksandrovič Turaev, storico, egittologo e orientalista russo (n. 1868)
- 1921 - Sigismondo De Bosniaski, medico polacco (n. 1837)
- 1922 - Carlo Angelo Crova, ingegnere e dirigente pubblico italiano (n. 1862)
- 1922 - Henryk Weyssenhoff, pittore, illustratore e scultore polacco (n. 1859)
- 1923 - Charles Dupuy, politico francese (n. 1851)
- 1923 - Giuseppe Maria Pisani, pittore italiano (n. 1851)
- 1923 - Ernesto Sivori, baritono italiano (n. 1853)
- 1924 - Frank Frost Abbott, filologo classico e storico statunitense (n. 1860)
- 1926 - Charles Avery, attore e regista statunitense (n. 1873)
- 1927 - Arthur Hoffmann, politico e giurista svizzero (n. 1857)
- 1930 - Glenn Curtiss, imprenditore statunitense (n. 1878)
- 1931 - Ressel Orla, attrice austriaca (n. 1889)
- 1932 - Giustino Fortunato, politico e storico italiano (n. 1848)
- 1932 - Alberto Santos-Dumont, pioniere dell'aviazione brasiliano (n. 1873)
- 1933 - Louis Abbiate, compositore e musicista monegasco (n. 1866)
- 1933 - Jatindra Mohan Sengupta, rivoluzionario indiano (n. 1885)
- 1934 - Georg Duperron, allenatore di calcio, giornalista e arbitro di calcio russo (n. 1887)
- 1934 - Margarita María López de Maturana, religiosa spagnola (n. 1884)
- 1936 - Ekaterina Abrikosova, religiosa russa (n. 1882)
- 1936 - Fernando Condés, militare spagnolo (n. 1906)
- 1936 - Juan Huguet y Cardona, presbitero spagnolo (n. 1913)
- 1936 - Pedro Ruiz de los Paños y Ángel, presbitero spagnolo (n. 1881)
- 1937 - Carlo Centurione Scotto, ingegnere e politico italiano (n. 1862)
- 1937 - Quirino Nofri, politico italiano (n. 1861)
- 1937 - Varnava, monaco cristiano, vescovo ortodosso e arcivescovo ortodosso serbo (n. 1880)
- 1938 - Modesto Della Porta, poeta italiano (n. 1885)
- 1938 - Renato Gomez de Ayala, militare italiano (n. 1912)
- 1938 - Francesco Lauretta, militare italiano (n. 1914)
- 1938 - Giorgio Maccagno, militare italiano (n. 1913)
- 1938 - Mario Ulivelli, militare italiano (n. 1914)
- 1939 - Demetrio Asinari di Bernezzo, militare, imprenditore e politico italiano (n. 1878)
- 1939 - Margarita Aleksandrovna Barskaja, regista cinematografica sovietica (n. 1903)
- 1941 - Anna Ecklund, allevatrice statunitense (n. 1882)
- 1941 - Giuseppe Muzzioli, calciatore italiano (n. 1904)
- 1941 - José Abelardo Quiñones Gonzáles, aviatore e militare peruviano (n. 1914)
- 1941 - Hans Scheele, ostacolista tedesco (n. 1908)
- 1942 - Louis Cartier, imprenditore, gioielliere e orologiaio francese (n. 1875)
- 1942 - Adam Czerniaków, politico e ingegnere polacco (n. 1880)
- 1942 - Valdemar Poulsen, ingegnere danese (n. 1869)
- 1942 - Edward Irenaeus Prime-Stevenson, scrittore e giornalista statunitense (n. 1858)
- 1942 - Bruno Tano, artista e pittore italiano (n. 1913)
- 1942 - Nikola Vapcarov, poeta bulgaro (n. 1909)
- 1943 - Costanza Bruno, infermiera e militare italiana (n. 1915)
- 1943 - Mickey Hamill, calciatore irlandese (n. 1889)
- 1943 - Mario Nicolis di Robilant, generale e politico italiano (n. 1855)
- 1943 - Anna Polak, ginnasta olandese (n. 1906)
- 1943 - Emanuel Querido, editore, romanziere e attivista olandese (n. 1871)
- 1944 - Vamsidas Babaji, filosofo indiano (n. 1859)
- 1944 - Bianca Iggius, attrice teatrale italiana (n. 1869)
- 1944 - Max Nettlau, anarchico austriaco (n. 1865)
- 1944 - Hans von Sponeck, generale tedesco (n. 1888)
- 1944 - Eduard Wagner, generale tedesco (n. 1894)
- 1945 - Marcello Soleri, politico e militare italiano (n. 1882)
- 1946 - James Maxton, politico britannico (n. 1885)
- 1947 - Ángel Roffo, medico argentino (n. 1882)
- 1948 - Mietje Baron, nuotatrice olandese (n. 1908)
- 1948 - David Wark Griffith, regista, produttore cinematografico e sceneggiatore statunitense (n. 1875)
- 1948 - Pietro Torelli, giurista, storico e archivista italiano (n. 1880)
- 1949 - Masaharu Anesaki, scrittore giapponese (n. 1873)
- 1950 - Shigenori Tōgō, politico giapponese (n. 1882)
- 1951 - Robert J. Flaherty, regista statunitense (n. 1884)
- 1951 - Philippe Pétain, generale e politico francese (n. 1856)
- 1951 - Adam Stefan Sapieha, cardinale e arcivescovo cattolico polacco (n. 1867)
- 1951 - Richard von Schwerin, generale tedesco (n. 1892)
- 1952 - Carl Severing, politico tedesco (n. 1875)
- 1952 - Carl Tanzler, radiologo tedesco (n. 1877)
- 1953 - Maurice Brillant, scrittore e giornalista francese (n. 1881)
- 1954 - Francesco Luigi Giuseppe Maria di Borbone-Busset, militare e tiratore a segno francese (n. 1875)
- 1955 - Alberto Francesco d'Asburgo-Teschen, nobile (n. 1897)
- 1955 - Ruggero Grieco, politico e antifascista italiano (n. 1893)
- 1955 - Cordell Hull, politico statunitense (n. 1871)
- 1956 - Alessandro Anzani, progettista, pilota motociclistico e imprenditore italiano (n. 1877)
- 1957 - Carlo Geloso, generale italiano (n. 1879)
- 1957 - Alice Montagu, nobildonna inglese (n. 1862)
- 1957 - Knute Rahm, attore svedese (n. 1876)
- 1957 - Giuseppe Tomasi di Lampedusa, nobile e scrittore italiano (n. 1896)
- 1958 - Victor Adamina, calciatore svizzero (n. 1889)
- 1958 - Luigi Costanzo, presbitero e pedagogista italiano (n. 1886)
- 1959 - Giovanni Cartia, avvocato e politico italiano (n. 1894)
- 1960 - Bob Brown, pilota motociclistico australiano (n. 1930)
- 1960 - Edna Mae Wilson, attrice statunitense (n. 1907)
- 1961 - Esther Dale, attrice statunitense (n. 1885)
- 1961 - Valentine Davies, sceneggiatore, regista e produttore cinematografico statunitense (n. 1905)
- 1961 - Martin Haftmann, calciatore tedesco (n. 1899)
- 1961 - Shigeko Higashikuni, principessa giapponese (n. 1925)
- 1961 - Gerrit Horsten, calciatore olandese (n. 1900)
- 1962 - Victor Moore, attore, regista e sceneggiatore statunitense (n. 1876)
- 1963 - Aleksandr Michajlovič Gerasimov, pittore russo (n. 1881)
- 1963 - Vasile Luca, politico romeno (n. 1898)
- 1963 - Joseph Vuillemin, militare francese (n. 1883)
- 1964 - Fred Grace, pugile britannico (n. 1884)
- 1964 - Jan de Vries, filologo, lessicografo e storico delle religioni olandese (n. 1890)
- 1965 - Ernest Gevers, schermidore belga (n. 1891)
- 1966 - Montgomery Clift, attore statunitense (n. 1920)
- 1966 - Lo La Chapelle, calciatore olandese (n. 1888)
- 1966 - Douglass Montgomery, attore statunitense (n. 1907)
- 1967 - Cristoforo II di Alessandria, vescovo ortodosso greco (n. 1876)
- 1967 - Ugo Donati, scrittore e giornalista svizzero (n. 1891)
- 1967 - Gustav Renker, scrittore svizzero (n. 1889)
- 1968 - Luigi Cevenini, calciatore e allenatore di calcio italiano (n. 1895)
- 1968 - Henry Hallett Dale, neurologo britannico (n. 1875)
- 1968 - János Vörös, militare ungherese (n. 1891)
- 1969 - Angelo Minoia, calciatore italiano (n. 1912)
- 1970 - Hisanori Fujita, militare e politico giapponese (n. 1880)
- 1970 - Andre Lucas, militare statunitense (n. 1930)
- 1970 - Leith Stevens, compositore, musicista e direttore d'orchestra statunitense (n. 1909)
- 1971 - Van Heflin, attore statunitense (n. 1908)
- 1971 - William Tubman, politico liberiano (n. 1895)
- 1972 - Max Aub, scrittore, drammaturgo e poeta spagnolo (n. 1903)
- 1972 - Adolfo Casais Monteiro, poeta, scrittore e critico letterario portoghese (n. 1908)
- 1972 - Mario Rimoldi, collezionista d'arte, imprenditore e politico italiano (n. 1900)
- 1972 - George Alan Thomas, scacchista, giocatore di badminton e tennista britannico (n. 1881)
- 1973 - Lino Benedetto, pianista e compositore italiano (n. 1911)
- 1973 - Hans-Joachim Staude, pittore tedesco (n. 1904)
- 1973 - Masud Alioglu, scrittore azero (n. 1928)
- 1974 - Peter Wang Kei Lei, vescovo cattolico cinese (n. 1922)
- 1975 - James Stopford, VIII conte di Courtown, nobile irlandese (n. 1908)
- 1975 - Emlen Tunnell, giocatore di football americano statunitense (n. 1925)
- 1976 - Wilhelmina von Bremen, velocista statunitense (n. 1909)
- 1976 - Tommy Burn, calciatore inglese (n. 1888)
- 1976 - Vasiľ Hopko, vescovo cattolico slovacco (n. 1904)
- 1976 - Paul Morand, scrittore e diplomatico francese (n. 1888)
- 1976 - Martin Wickramasinghe, scrittore cingalese (n. 1890)
- 1977 - Arsenio Erico, calciatore paraguaiano (n. 1915)
- 1978 - Charles Horvath, attore statunitense (n. 1920)
- 1978 - Kamil Tolon, imprenditore turco (n. 1912)
- 1978 - Fausto Tommei, attore e doppiatore italiano (n. 1909)
- 1979 - Giovanni Battista Ansoldi, imprenditore e produttore discografico italiano (n. 1916)
- 1979 - Joseph Kessel, giornalista e scrittore francese (n. 1898)
- 1979 - Rina Massardi, cantante, attrice e regista italiana (n. 1897)
- 1979 - Al McIntosh, giornalista statunitense (n. 1905)
- 1980 - Fred Kaps, illusionista olandese (n. 1926)
- 1980 - Alfonso Comin, ingegnere spagnolo (n. 1933)
- 1980 - Mario Fantin, alpinista e regista italiano (n. 1921)
- 1980 - George Johnson, generale britannico (n. 1903)
- 1980 - Mollie Steimer, attivista, scrittrice e fotografa sovietica (n. 1897)
- 1980 - Franco Tognini, ginnasta italiano (n. 1907)
- 1981 - Léon Bouffard, altista e dirigente sportivo svizzero (n. 1893)
- 1981 - Ivan Eklind, arbitro di calcio svedese (n. 1905)
- 1981 - Kazuo Taoka, mafioso giapponese (n. 1913)
- 1982 - Giuseppe Ciaffei, ufficiale e storico italiano (n. 1904)
- 1982 - Vic Morrow, attore e regista statunitense (n. 1929)
- 1982 - Betty Parsons, artista e collezionista d'arte statunitense (n. 1900)
- 1982 - Hitoshi Sasaki, calciatore e allenatore di calcio giapponese (n. 1891)
- 1982 - Erik Wilén, ostacolista e velocista finlandese (n. 1898)
- 1983 - Georges Auric, compositore francese (n. 1899)
- 1983 - Bob Fitzgerald, cestista statunitense (n. 1923)
- 1983 - Eraldo Miscia, scrittore, poeta e critico letterario italiano (n. 1920)
- 1983 - Tex Morton, cantante, musicista e attore neozelandese (n. 1916)
- 1984 - Achiel Buysse, ciclista su strada belga (n. 1918)
- 1984 - Lloyd Gough, attore statunitense (n. 1907)
- 1984 - Donato Menichella, economista e dirigente d'azienda italiano (n. 1896)
- 1984 - Anthony Sharp, attore britannico (n. 1915)
- 1985 - Giovanni Fallani, arcivescovo cattolico italiano (n. 1910)
- 1985 - Alphonse Feyder, calciatore lussemburghese (n. 1916)
- 1985 - Kay Kyser, musicista statunitense (n. 1905)
- 1985 - Mickey Shaughnessy, attore statunitense (n. 1920)
- 1986 - Adolfo Baloncieri, allenatore di calcio e calciatore italiano (n. 1897)
- 1986 - Carlos Humberto Rodríguez Quirós, arcivescovo cattolico e religioso costaricano (n. 1910)
- 1986 - Renato De Sanzuane, pallanuotista italiano (n. 1925)
- 1986 - Carlo Perindani, pittore e incisore italiano (n. 1899)
- 1988 - Camillo Arduino, ciclista su strada italiano (n. 1896)
- 1988 - Ingemar Bondeson, schermidore svedese (n. 1916)
- 1988 - Lya Franca, attrice italiana (n. 1912)
- 1988 - Dragan Godžić, cestista e allenatore di pallacanestro jugoslavo (n. 1927)
- 1988 - Heinz Rudolf Pagels, fisico statunitense (n. 1929)
- 1989 - Carlotta d'Asburgo-Lorena, duchessa (n. 1921)
- 1989 - Donald Barthelme, scrittore e giornalista statunitense (n. 1931)
- 1989 - Luigi Forlenza, generale italiano (n. 1907)
- 1989 - Michael Sundin, conduttore televisivo, attore e ballerino britannico (n. 1961)
- 1989 - Evgenij Umnov, compositore di scacchi russo (n. 1913)
- 1990 - Otto Ambros, chimico tedesco (n. 1901)
- 1990 - Gianni Mattioni, calciatore italiano (n. 1922)
- 1990 - Bert Sommer, cantante e attore statunitense (n. 1949)
- 1990 - Kenjirō Takayanagi, ingegnere giapponese (n. 1899)
- 1991 - Nora Gal, traduttrice e critica letteraria sovietica (n. 1912)
- 1991 - Mario Pagliano, calciatore italiano (n. 1915)
- 1992 - Arletty, attrice francese (n. 1898)
- 1992 - Sulayman Farangiyye, politico libanese (n. 1910)
- 1992 - Dmitrij Ivanovič Maevskij, pittore russo (n. 1917)
- 1992 - Rosemary Sutcliff, scrittrice britannica (n. 1920)
- 1993 - Saʿd ʿAbd al-ʿAzīz Āl Saʿūd, politico saudita (n. 1915)
- 1993 - Raul Gardini, imprenditore, dirigente d'azienda e velista italiano (n. 1933)
- 1993 - Megan Taylor, pattinatrice artistica su ghiaccio britannica (n. 1920)
- 1994 - Mario Brega, attore italiano (n. 1923)
- 1994 - Umberto Cerati, mezzofondista italiano (n. 1911)
- 1994 - Hans J. Salter, compositore austriaco (n. 1896)
- 1994 - Lennox Sebe, politico sudafricano (n. 1926)
- 1995 - Matthias Defregger, vescovo cattolico e militare tedesco (n. 1915)
- 1995 - Chuck Hanger, cestista e avvocato statunitense (n. 1924)
- 1995 - Florence Patterson, attrice canadese (n. 1927)
- 1996 - Herb Abrams, annunciatore televisivo e dirigente d'azienda statunitense (n. 1955)
- 1996 - Hamilton Fish IV, politico statunitense (n. 1926)
- 1996 - Otto Hofmann, pittore tedesco (n. 1907)
- 1996 - Jean Howell, attrice statunitense (n. 1927)
- 1996 - Jerry Kelly, cestista statunitense (n. 1918)
- 1996 - Jean Muir, attrice statunitense (n. 1911)
- 1996 - Partenio III di Alessandria, vescovo ortodosso egiziano (n. 1919)
- 1996 - Alikī Vougiouklakī, attrice greca (n. 1934)
- 1997 - Walter Behrendt, politico tedesco (n. 1914)
- 1997 - Andrew Cunanan, serial killer statunitense (n. 1969)
- 1997 - Dequinha, calciatore e allenatore di calcio brasiliano (n. 1928)
- 1997 - Chūhei Nanbu, triplista e lunghista giapponese (n. 1904)
- 1997 - Joseph O'Dell, criminale statunitense (n. 1941)
- 1997 - Simon Pierre Tchoungui, politico camerunese (n. 1916)
- 1997 - David Warbeck, attore neozelandese (n. 1941)
- 1998 - Djibril Diop Mambéty, regista e attore senegalese (n. 1945)
- 1998 - Vladimir Dmitrievič Dudincev, scrittore russo (n. 1918)
- 1998 - André Gertler, violinista e insegnante ungherese (n. 1907)
- 1998 - Jiří Hejský, calciatore cecoslovacco (n. 1927)
- 1998 - Vladimir Kärk, cestista e pallavolista estone (n. 1915)
- 1998 - Matteo Manuguerra, baritono francese (n. 1924)
- 1998 - Manuel Mejía Vallejo, scrittore, giornalista e poeta colombiano (n. 1923)
- 1998 - Med Park, cestista statunitense (n. 1933)
- 1998 - Mario Squarcina, aviatore e militare italiano (n. 1920)
- 1999 - Hasan II del Marocco, sovrano marocchino (n. 1929)
- 1999 - Emma Tenayuca, sindacalista e educatrice statunitense (n. 1916)
- 2000 - Elvire Audray, attrice francese (n. 1960)
- 2000 - Carmen Martín Gaite, scrittrice, poetessa e traduttrice spagnola (n. 1925)
- 2000 - Johannes Dyba, arcivescovo cattolico tedesco (n. 1929)
- 2000 - Vittorio Mangano, mafioso italiano (n. 1940)
- 2000 - Philadelpho Menezes, poeta e artista brasiliano (n. 1960)
- 2000 - Sandro Paternostro, giornalista e conduttore televisivo italiano (n. 1922)
- 2000 - Ahmad Shamlu, poeta persiano (n. 1925)

## XXI secolo(146)
- 2001 - Renzo Menardi, bobbista e politico italiano (n. 1925)
- 2001 - Eudora Welty, scrittrice e fotografa statunitense (n. 1909)
- 2002 - Gunnar Andreassen, calciatore norvegese (n. 1913)
- 2002 - Leo McKern, attore australiano (n. 1920)
- 2002 - Chaim Potok, scrittore e rabbino statunitense (n. 1929)
- 2003 - Sheila Bromley, attrice statunitense (n. 1911)
- 2003 - Jurij Ivanovyč Chymyč, pittore, grafico e pedagogo ucraino (n. 1928)
- 2003 - Zsuzsa Cserháti, cantante ungherese (n. 1948)
- 2003 - Jean-Claude Pressac, storico e farmacista francese (n. 1944)
- 2003 - Yvonne Sanson, attrice greca (n. 1925)
- 2003 - Novak Tomić, calciatore jugoslavo (n. 1936)
- 2004 - Rogelio Domínguez, calciatore e allenatore di calcio argentino (n. 1931)
- 2004 - Mehmood, attore, regista e produttore cinematografico indiano (n. 1932)
- 2004 - Carlos Paredes, musicista e compositore portoghese (n. 1925)
- 2004 - Piero Piccioni, pianista, direttore d'orchestra e compositore italiano (n. 1921)
- 2004 - Nicholas Rossiter, produttore televisivo inglese (n. 1961)
- 2005 - Carlo Montarsolo, pittore italiano (n. 1922)
- 2006 - Charles Brady, astronauta e medico statunitense (n. 1951)
- 2006 - Francesco Castro, giurista e islamista italiano (n. 1936)
- 2006 - Gino Gerola, poeta e scrittore italiano (n. 1923)
- 2006 - Rudolf Teschner, scacchista tedesco (n. 1922)
- 2007 - David Clover, attore statunitense (n. 1940)
- 2007 - Jarrod Cunningham, rugbista a 15 neozelandese (n. 1968)
- 2007 - Franco Cuomo, giornalista e scrittore italiano (n. 1938)
- 2007 - Thomas Davis, medico e politico cookese (n. 1917)
- 2007 - Ernst Otto Fischer, chimico tedesco (n. 1918)
- 2007 - Tor Kamata, wrestler statunitense (n. 1937)
- 2007 - Daniel Koshland, biochimico statunitense (n. 1920)
- 2007 - Benjamin Libet, neurofisiologo e psicologo statunitense (n. 1916)
- 2007 - André Milongo, politico della Repubblica del Congo (n. 1935)
- 2007 - Giovanni Nuvoli, attivista italiano (n. 1953)
- 2007 - Tony Peyton, cestista statunitense (n. 1921)
- 2007 - Mirsha Serrano, calciatore messicano (n. 1979)
- 2007 - Mohammed Zahir Shah, sovrano afghano (n. 1914)
- 2007 - George Tabori, scrittore ungherese (n. 1914)
- 2007 - Ferdinando Valletti, dirigente d'azienda, calciatore e partigiano italiano (n. 1921)
- 2008 - Anna Maria Cantù, velocista italiana (n. 1923)
- 2008 - Kurt Furgler, politico svizzero (n. 1924)
- 2008 - Henri-Géry Hers, fisiologo e biochimico belga (n. 1923)
- 2009 - Virginia Carroll, attrice statunitense (n. 1913)
- 2009 - Ondrej Hekel, sollevatore cecoslovacco (n. 1944)
- 2009 - Leo-Ferdinand Graf Henckel von Donnersmarck, storico, pubblicista e imprenditore tedesco (n. 1935)
- 2009 - Conyers Herring, fisico statunitense (n. 1914)
- 2009 - Lee Orr, velocista canadese (n. 1917)
- 2009 - Roberto Tombolato, calciatore italiano (n. 1954)
- 2010 - Gianfranco Corsini, giornalista italiano (n. 1921)
- 2010 - Stephen Gilbert, scrittore irlandese (n. 1912)
- 2010 - Jan Halldoff, regista e sceneggiatore svedese (n. 1939)
- 2011 - Giorgio De Rienzo, critico letterario, scrittore e linguista italiano (n. 1942)
- 2011 - Alba Dell'Acqua Rossi, partigiana italiana (n. 1917)
- 2011 - Johnny Hoes, cantante, compositore e paroliere olandese (n. 1917)
- 2011 - Nella Marcellino, politica, sindacalista e partigiana italiana (n. 1923)
- 2011 - Christopher Mayer, attore statunitense (n. 1954)
- 2011 - Nguyễn Cao Kỳ, generale e politico vietnamita (n. 1930)
- 2011 - Juan Vernet Ginés, orientalista, arabista e storico spagnolo (n. 1923)
- 2011 - Amy Winehouse, cantautrice britannica (n. 1983)
- 2012 - Franco Andolfo, cantante e compositore italiano (n. 1938)
- 2012 - Michele Barillaro, magistrato italiano (n. 1967)
- 2012 - Lino Coletta, attore italiano (n. 1932)
- 2012 - Claudio Datei, ingegnere italiano (n. 1922)
- 2012 - Margaret Mahy, scrittrice neozelandese (n. 1936)
- 2012 - Maria Emanuele di Sassonia, nobile (n. 1926)
- 2012 - Paco Morán, attore spagnolo (n. 1930)
- 2012 - Oswaldo Payá, attivista e politico cubano (n. 1952)
- 2012 - Sally Ride, astronauta statunitense (n. 1951)
- 2012 - Lakshmi Sahgal, ufficiale, medico e politica indiana (n. 1914)
- 2013 - Gino Bocchino, batterista italiano (n. 1928)
- 2013 - Djalma Santos, calciatore brasiliano (n. 1929)
- 2013 - Dominguinhos, musicista, cantante e compositore brasiliano (n. 1941)
- 2013 - Emile Griffith, pugile statunitense (n. 1938)
- 2013 - Fernando Grillo, contrabbassista e compositore italiano (n. 1945)
- 2013 - Pino Massara, musicista, compositore e produttore discografico italiano (n. 1931)
- 2013 - Luis Mendez, calciatore beliziano (n. 1990)
- 2013 - Moisés Navedo, cestista portoricano (n. 1933)
- 2013 - Carsten Schloter, dirigente d'azienda tedesco (n. 1963)
- 2013 - Arturo Yamasaki, arbitro di calcio peruviano (n. 1929)
- 2014 - Dora Bryan, attrice britannica (n. 1923)
- 2014 - Marianne Gábor, pittrice e illustratrice ungherese (n. 1917)
- 2014 - Helen Johns, nuotatrice statunitense (n. 1914)
- 2014 - Norman Leyden, direttore d'orchestra, compositore e arrangiatore statunitense (n. 1917)
- 2014 - Ariano Suassuna, drammaturgo, poeta e scrittore brasiliano (n. 1927)
- 2014 - Ursula Wölfel, scrittrice tedesca (n. 1922)
- 2015 - William Wakefield Baum, cardinale e arcivescovo cattolico statunitense (n. 1926)
- 2015 - Carla Lowry, cestista, allenatrice di pallacanestro e dirigente sportiva statunitense (n. 1939)
- 2015 - Anna Marchetti, cantante italiana (n. 1945)
- 2015 - Rasoul Raisi, sollevatore iraniano (n. 1924)
- 2015 - Siinamota, tastierista, paroliere e compositore giapponese (n. 1995)
- 2015 - José Sazatornil, attore, regista e scenografo spagnolo (n. 1925)
- 2016 - Thorbjörn Fälldin, politico svedese (n. 1926)
- 2016 - Joe Napolitano, regista statunitense (n. 1948)
- 2016 - Jean Ricardou, scrittore e critico letterario francese (n. 1932)
- 2016 - Lodovico Sommaruga, canottiere italiano (n. 1928)
- 2017 - John Kundla, allenatore di pallacanestro e dirigente sportivo statunitense (n. 1916)
- 2017 - Denisa Manelista, cantante rumena (n. 1989)
- 2017 - Marcello Mariani, pittore e scultore italiano (n. 1938)
- 2017 - Valdir Peres, allenatore di calcio e calciatore brasiliano (n. 1951)
- 2017 - Mervyn Rose, tennista australiano (n. 1930)
- 2017 - Flo Steinberg, editrice statunitense (n. 1939)
- 2018 - Helen Burns, attrice britannica (n. 1916)
- 2018 - Paul Madeley, calciatore inglese (n. 1944)
- 2018 - Alda Monico, docente e scrittrice italiana (n. 1933)
- 2018 - Pierre Auguste Gratien Pican, vescovo cattolico francese (n. 1935)
- 2018 - Maryon Pittman Allen, giornalista e politica statunitense (n. 1925)
- 2018 - Elena Ricci Poccetto, scenografa italiana (n. 1941)
- 2018 - Oksana Šačko, attivista e pittrice ucraina (n. 1987)
- 2019 - Maksim Dadašev, pugile russo (n. 1990)
- 2019 - Carlo Federico Grosso, avvocato e giurista italiano (n. 1937)
- 2019 - Gabe Khouth, attore televisivo e doppiatore canadese (n. 1972)
- 2020 - Jean Brankart, ciclista su strada e pistard belga (n. 1930)
- 2020 - Renzo Fantazzi, calciatore e allenatore di calcio italiano (n. 1942)
- 2020 - Alan Garner, calciatore inglese (n. 1951)
- 2020 - Pino Manos, pittore, scultore e architetto italiano (n. 1930)
- 2020 - Bohuslav Rylich, cestista cecoslovacco (n. 1934)
- 2020 - Jacqueline Scott, attrice statunitense (n. 1931)
- 2020 - Sérgio Ricardo, cantante, compositore e regista brasiliano (n. 1932)
- 2020 - Sergio Vatta, calciatore, allenatore di calcio e dirigente sportivo italiano (n. 1937)
- 2021 - Hubert Bucher, vescovo cattolico e missionario tedesco (n. 1931)
- 2021 - Dingui Elloh, cestista ivoriano
- 2021 - Patricia Kennealy, scrittrice e giornalista statunitense (n. 1946)
- 2021 - Tito Lupini, rugbista a 15 e allenatore di rugby a 15 sudafricano (n. 1956)
- 2021 - Toshihide Maskawa, fisico giapponese (n. 1940)
- 2021 - Claude Rouer, ciclista su strada francese (n. 1929)
- 2021 - Nicola Tranfaglia, storico e politico italiano (n. 1938)
- 2021 - Miguel Angel Virasoro, fisico argentino (n. 1940)
- 2021 - Steven Weinberg, fisico statunitense (n. 1933)
- 2021 - Tuomo Ylipulli, saltatore con gli sci finlandese (n. 1965)
- 2022 - Francesco Ferro Milone, neurologo, neuroscienziato e chirurgo italiano (n. 1926)
- 2022 - Diane Hegarty, esoterista statunitense (n. 1942)
- 2022 - Giuseppe Lo Duca, pallamanista, allenatore di pallamano e dirigente sportivo italiano (n. 1943)
- 2022 - Franco Polcri, storico e archivista italiano (n. 1938)
- 2022 - Bob Rafelson, regista, produttore cinematografico e sceneggiatore statunitense (n. 1933)
- 2022 - Roland Sabatier, pittore e scrittore francese (n. 1942)
- 2022 - Zayar Thaw, musicista e politico birmano (n. 1981)
- 2023 - Pamela Blair, attrice, cantante e ballerina statunitense (n. 1949)
- 2023 - Jānis Andris Osis, pittore e docente lettone (n. 1943)
- 2023 - Inga Swenson, attrice statunitense (n. 1932)
- 2024 - Arnaldo Dell'Acqua, attore e stuntman italiano (n. 1938)
- 2024 - Devon, rapper canadese (n. 1963)
- 2024 - Pasquale Galbusera, pittore e scultore italiano (n. 1943)
- 2024 - Teresa Gimpera, attrice, modella e imprenditrice spagnola (n. 1936)
- 2024 - Mircea Grabovschi, pallamanista e allenatore di pallamano rumeno (n. 1952)
- 2024 - Max Leitner, criminale italiano (n. 1958)
- 2024 - Robin Warren, patologo australiano (n. 1937)
- 2025 - Michelle Duff, pilota motociclistica canadese (n. 1939)
- 2025 - Jean Kerléo, profumiere francese (n. 1932)
- 2025 - George Kooymans, cantante e chitarrista olandese (n. 1948)

## Senza anno specificato(1)
- Geremia da Beinette, religioso italiano